# Druhá vláda Donalda Tuska
Druhá vláda Donalda Tuska představovala šestnáctou vládu Polské republiky od revolučního roku 1989, a to během 7. volebního období Sejmu a 8. volebního období Senátu. Jmenována byla od 18. listopadu 2011 prezidentem republiky Bronisławem Komorowským. Svou činnost ukončila 22. září 2014 poté, co se řízení země ujala vláda Ewy Kopaczové, která navázala na činnost Tuskova kabinetu na stejném dvoukoaličním půdorysu Občanské platformy a lidovců.

## Hlasování o důvěře a složení
Důvěru dolní komory, Sejmu, vláda získala 19. listopadu 2011, když se pro návrh vyslovilo 234 koaličních poslanců, proti hlasovalo 211 opozičních členů komory, včetně hlavního opozičního subjektu, konzervativní strany Právo a spravedlnost Jaroslawa Kaczyńského, stejně jako Palikotova hnutí, Svazu demokratické levice. Zdrželi se 2 poslanci a 13 se nezúčastnilo. Kvórum činilo 224 hlasů.
Vládu, která vzešla z výsledku parlamentních voleb v říjnu 2011, vedl centropravicově orientovaný politik Donald Tusk. Kabinet byl tvořen dvěma politickými subjekty: liberálně konzervativní stranou Občanská platforma a křesťansko-demokratickou Polskou lidovou stranou.
Kabinet měl, k datu svého působení, nejmladší věkový průměr od revolučního roku 1989. Z první Tuskovy vlády v něm při jmenování zasedlo osm ministrů, dalších deset do něj vstoupilo nově. V důsledku kauzy odposlechů nejvyšších polských představitelů, publikovaných v časopisu Wprost, nechal premiér Tusk znovu hlasovat o důvěře v červnu 2014. Vláda ji v Sejmu získala poměrem 237:203 poslanců, když se hlasování zúčastnilo 440 členů dolní komory.

## Demise
Poté, co 9. září 2014 podal premiér Tusk demisi do rukou prezidenta republiky Komorowského, byla jím vláda pověřena výkonem funkce do jmenování nového kabinetu. Dne 15. září téhož roku došlo ke jmenování stávající maršálky Sejmu Ewy Kopaczovové, za novou premiérku. Její vláda složila přísahu a řízení země se ujala 22. září 2014. Donald Tusk opustil premiérskou funkci v důsledku jmenování za předsedu Evropské rady, s nástupem do úřadu od 1. prosince 2014.

## Složení vlády
| Úřad                                          | foto | člen vlády                  | subjekt   | období                                                                 |
| --------------------------------------------- | ---- | --------------------------- | --------- | ---------------------------------------------------------------------- |
| předseda vlády                                |      | Donald Tusk                 | PO        | 16. listopadu 2007 – 22. září 2014                                     |
| místopředseda vlády                           |      | Elżbieta Bieńkowská         | PO        | 27. listopadu 2013 – 22. září 2014'                                    |
| místopředseda vlády                           |      | Janusz Piechociński         | PSL       | 6. prosince 2012 – 22. září 2014                                       |
| místopředseda vlády                           |      | Jan Vincent-Rostowski       | PO        | 25. února 2013 – 27. listopadu 2013                                    |
| místopředseda vlády                           |      | Waldemar Pawlak             | PSL       | 18. listopadu 2011 – 27. listopadu 2013                                |
| ministr zahraničních věcí                     |      | Radosław Sikorski           | PO        | 18. listopadu 2011 – 22. září 2014                                     |
| ministr vnitra                                |      | Jacek Cichocki              | nestraník | 18. listopadu 2011 – 25. února 2013                                    |
| ministr vnitra                                |      | Bartłomiej Sienkiewicz      | nestraník | 25. února 2013 – 22. září 2014                                         |
| ministr spravedlnosti                         |      | Jarosław Gowin              | PO        | 18. listopadu 2011 – 6. května 2013                                    |
| ministr spravedlnosti                         |      | Marek Biernacki             | PO        | 6. května 2013 – 22. září 2014                                         |
| ministr státní správy a digitalizace          |      | Michał Boni                 | nestraník | 18. listopadu 2011 – 27. listopadu 2013                                |
| ministr státní správy a digitalizace          |      | Rafał Trzaskowski           | PO        | 3. prosince 2013 – 22. září 2014                                       |
| ministr zemědělství a rozvoje venkova         |      | Marek Sawicki               | PSL       | 18. listopadu 2011 – 26. července 2012 17. března 2014 – 22. září 2014 |
| ministr zemědělství a rozvoje venkova         |      | Stanisław Kalemba           | PSL       | 31. července 2012 – 17. března 2014                                    |
| ministr kultury a národního dědictví          |      | Bogdan Zdrojewski           | PO        | 18. listopadu 2011 – 22. září 2014                                     |
| ministr hospodářství                          |      | Waldemar Pawlak             | PSL       | 18. listopadu 2011 – 27. listopadu 2012                                |
| ministr hospodářství                          |      | Janusz Piechociński         | PSL       | 6. prosince 2012 – 22. září 2014                                       |
| ministr životního prostředí                   |      | Marcin Korolec              | nestraník | 18. listopadu 2011 – 27. listopadu 2013                                |
| ministr životního prostředí                   |      | Maciej Grabowski            | nestraník | 27. listopadu 2013 – 22. září 2014                                     |
| ministr financí                               |      | Jan-Vincent Rostowski       | PO        | 18. listopadu 2011 – 27. listopadu 2013                                |
| ministr financí                               |      | Mateusz Szczurek            | nestraník | 27. listopadu 2013 – 22. září 2014                                     |
| ministr zdravotnictví                         |      | Bartlomiej Arłukowicz       | PO        | 18. listopadu 2011 – 22. září 2014                                     |
| ministryně infrastruktury a rozvoje (zřízeno) |      | Elżbieta Bieńkowská         | PO        | 27. listopadu 2013 – 22. září 2014                                     |
| ministr práce a sociálních věcí               |      | Władysław Kosiniak-Kamysz   | PSL       | 18. listopadu 2011 – 22. září 2014                                     |
| ministr národní obrany                        |      | Tomasz Siemoniak            | PO        | 18. listopadu 2011 – 22. září 2014                                     |
| ministryně školství                           |      | Krystyna Szumilasová        | PO        | 18. listopadu 2011 – 27. listopadu 2013                                |
| ministryně školství                           |      | Joanna Kluziková Rostkowská | PO        | 27. listopadu 2013 – 22. září 2014                                     |
| ministryně regionálního rozvoje (zrušeno)     |      | Elżbieta Bieńkowská         | PO        | 18. listopadu 2011 – 27. listopadu 2013                                |
| ministryně pro vědu a vysoké školství         |      | Barbara Kudrycká            | PO        | 18. listopadu 2011 – 27. listopadu 2013                                |
| ministryně pro vědu a vysoké školství         |      | Lena Kolarská-Bobińská      | PO        | 3. prosince 2013 – 22. září 2014                                       |
| ministr sportu a cestovního ruchu             |      | Joanna Muchová              | PO        | 18. listopadu 2011 – 27. listopadu 2013                                |
| ministr sportu a cestovního ruchu             |      | Andrzej Biernat             | PO        | 27. listopadu 2013 – 22. září 2014                                     |
| ministr státní pokladny                       |      | Mikołaj Budzanowski         | nestraník | 18. listopadu 2011 – 24. dubna 2013                                    |
| ministr státní pokladny                       |      | Włodzimierz Karpiński       | PO        | 24. dubna 2013                                                         |
| ministr dopravy a výstavby (zrušeno)          |      | Sławomir Nowak              | PO        | 18. listopadu 2011 – 27. listopadu 2013                                |
| ministr bez portfeje                          |      | Tomasz Arabski              | nestraník | 18. listopadu 2011 – 25. února 2013                                    |
| ministr bez portfeje                          |      | Jacek Cichocki              | nestraník | 25. února 2013 – 22. září 2014                                         |